# Slavjanka Petrovska
Slavjanka Petrovska, née le 11 janvier 1982, est une femme politique macédonienne. Elle est ministre de la Défense de la Macédoine du Nord depuis janvier 2022.

## Jeunesse et éducation
Slavjanka Petrovska est née le 11 janvier 1982 à Skopje. Elle y accomplit sa scolarité avant d'obtenir son diplôme en droit de l'université Saints-Cyrille-et-Méthode à Skopje. Elle est candidate à une maîtrise en droit administratif dans la même institution.

## Carrière
Petrovska travaille au Secrétariat aux Affaires européennes de 2003 à 2006, puis passe deux ans à l'Assemblée sur la coopération internationale. De 2008 à 2015, elle travaille pour le Conseil national pour l'euro-intégration.
Petrovska fait partie du cabinet du ministre de l'Intérieur pendant deux brefs mandats en 2015 et 2016, puis est cheffe de cabinet du ministre à partir de juin 2017. De janvier 2020 à juillet 2020, elle est vice-ministre de l'Intérieur du gouvernement intérimaire avant les élections législatives de juillet 2020. Elle est ensuite élue membre de l'Assemblée de Macédoine du Nord pour le parti SDSM au pouvoir, siégeant aux comités législatif, de contrôle et de sécurité nationale,.
Petrovska est nommée ministre de la Défense par le président du gouvernement Dimitar Kovačevski le 17 janvier 2022. Elle déclare plus tard ce mois-là que la Macédoine du Nord est favorable à une solution diplomatique au différend russo-ukrainien. Le 1er mars, elle annonce que la Macédoine du Nord fera don de matériel et d'équipements militaires à l'Ukraine.
En juin 2022, Petrovska participe au premier dialogue stratégique entre les États-Unis et la Macédoine du Nord à Washington et en octobre 2022, elle effectue une visite officielle de deux jours en Slovénie pour des entretiens bilatéraux.